# 陳時奮
陳時奮（Shih-Fen Chen，1956年—），旅居加拿大及美國，現任西華盛頓大學Kaiser講座教授，及國際企業中心主任。
曾任堪薩斯州立大學、布兰戴斯大学助理教授、加州大學河濱分校客座教授、毅偉商學院William Shurniak Professor國際商務講座教授。目前定居在華盛頓州貝靈厄姆附近。

## 早年
陳時奮成長於嘉義縣，就讀嘉義高中。1979年國立成功大學工業管理科學系畢業後，他任職於福特台灣分公司，擔任產品策劃員。他隨後赴密西根州立大學取得MBA學位，返回台灣後，任職於神達電腦和中信銀行。他亦在《經濟日報》和《工商時報》供稿。
他與友人創辦《世界經理文摘雜誌》，該雜誌1998年更名為《EMBA》。他亦翻譯兩本英文書籍。

## 學術生涯
陳時奮1991年再度赴美留學，就讀伊利諾大學厄巴納-香檳分校，並於1996年獲得國際商博士學位。隨後在《國際市場營銷研究》、《商業研究》、《國際商業研究》、《零售期刊》、《戰略管理》學術期刊發表論文，並在《波士頓環球報》、《商業週刊》、《金融時報》、《環球郵報》、《紐約時報》、《新聞週刊》、《今日美國》、《華爾街日報》、《華盛頓郵報》等媒體發表評論。
博士畢業之後，陳時奮先後在堪薩斯州立大學（1997年－1999年）和布兰戴斯大学（1999年－2006年）擔任助理教授。2006年起任教於加拿大毅偉商學院，2013年升等成為正教授
。2019年7月起，其頭銜為榮譽退休教授。2018年到西華盛頓大學擔任Kaiser講座教授至今。
陳時奮曾為加拿大毅偉商學院撰寫企業個案，該校以個案教學聞名，發行量僅次於哈佛商學院。於2007年和政大商學院共同撰寫台灣本土個案。已經完成聯強國際、宏達國際電子、法藍瓷、臺灣7-11、王品集團、華碩尾牙、三禮電子器材股份有限公司、台達電子、南僑集團等企業個案。
2011年至2018年期間幾近每年前往中國，曾在廣州暨南大學、上海財經大學、大連理工大學、北京清華大學、浙江大學、北京航空航天大學、上海財經大學商學院、復旦大學管理學院、上海交大、西安交大、南開大學、南京、廈門等超過十間學校，在「中國管理案例共享中心」主辦之下開授教學案例建議書寫作培訓相關課程。

## 時事評論
陳時奮以「翁達瑞」之筆名，在Facebook上發表文章評論台灣時事。其評論立場親近於泛綠，公開文章經常批評泛藍陣營，其文章亦被多份台灣主流媒體引用。筆名來源，可能取自加拿大安大略省的中文諧音。
陳時奮公開筆名後的真實身分前，其身分備受揣測。前民主進步黨黨員郭正亮認為，翁達瑞是由「一群人」操作，傳遞某些訊息，打擊翁達瑞的政敵。彭文正於2020年在自製節目《政經關不了》認為專頁由陳時奮管理，2021年再談及翁達瑞事件時則認為早期確實由陳時奮管理，但後來退出，成為共用筆名。臺灣師範大學教授夏學理則認為，翁達瑞不排除是由人工智慧生成的語言程式。
2022年2月，時代力量國際部主任劉仕傑宣稱在一宗控告翁達瑞的案件當中，公開他的真實姓名。翁達瑞發文評論趙怡翔與劉仕傑同台事件，指控「劉仕傑從未擔任過任何公職」，被劉仕傑提告。而此身分又被民進黨立法委員管碧玲於其臉書專頁上證實。後因為檢方查證結果，證實陳時奮就是翁達瑞。
9月1日，陳時奮接受胡婉玲《新聞觀測站》專訪時，解釋公開身份的原因是因為過去他總被攻擊「躲在鍵盤後面，躲在美國濫用言論自由」，「既然被告了，那我希望我站出來讓檢方的工作輕鬆一點」。

### 著名評論
陳時奮在郭台銘透過其永齡基金會採購BioNTech疫苗進臺灣期間，批評其想法天真，且不諳疫苗跨國採購法律規範 。
2021年9月，台灣民眾黨立委高虹安參與朱學恒直播時，被要求唱〈塔綠班之歌〉。其後朱學恒重新編輯，並將短片上傳後，受到批評。翁達瑞發文批評指高虹安論文出了問題，並點名高虹安指導教授李傑，並要求回應。事後雙方互相提告，高虹安針對陳時奮的加重誹謗罪最後以不起訴處分，至2024年8月21日台北地方法院針對陳時奮對高提告誣告罪一案，台北地院經比對高虹安博士論文及期刊論文，認定確有大幅抄襲情事，並認為高虹安以修改過的論文為證之事，確實有另陳時奮遇到刑事處分之意圖，以誣告罪判高有期徒刑10個月，全案可上訴。
2022年7月1日，在國民黨確定徵召柯志恩作為年底高雄市長候選人後，翁達瑞在社群媒體中稱柯志恩犯下嚴重的學術不倫，並指柯「自我抄襲」與「一稿兩投」。7月3日，柯志恩回應學術倫理不容挑戰，人格尊嚴不容抹黑，為了捍衛個人名譽以及民眾權益，與律師討論後，不排除依法提告，並求償1千萬元。但對於同時爆出學術醜聞的林智堅稱「不必大砲打小鳥」。
2023年3月6日，檢調以告訴不合法，予以不起訴處分翁達瑞（陳時奮）。
在林智堅論文門案中，翁達瑞曾稱，林智堅與余正煌的論文抄襲疑雲，經過一番抽絲剝繭，他幾乎可以宣布破案，林智堅應該是原創者，余正煌才是抄襲者。但在8月9日，台大學論會召開的記者會已經認定，林智堅國發所碩論抄襲余正煌，並撤銷林的學位。因此余正煌委託律師提告翁達瑞妨害名譽告訴。余的委任律師也在臉書強調，「住火星也得告，因為這是一種態度」、「交給地檢署處理」。
關於新竹市立棒球場改建開幕後接連發生球員受傷一事（新竹棒球場爭議），翁達瑞（陳時奮）於其臉書發文表示，「美國職棒大聯盟一場比賽會有四到八人因傷退賽」、「看起來不嚴重，都是運動常見的皮肉之痛」、「我的答案是：『中華』職棒的球員工會小題大作，而且背後有不良的政治動機。」
楊蕙如臉書發文批評，翁達瑞臉書貼文是「毫無下限護航」的說詞，「什麼叫做大聯盟一場比賽會有四到八人因傷退賽？什麼叫做球員受傷都只是皮肉傷？什麼叫做球員工會都是國民黨的自己人？你可以再扯一點！如果綠營容忍這種不知道是真的還是假的側翼而不譴責，就等著掉票吧！」
後引來中華職棒聯盟會長、立法院副院長蔡其昌至翁達瑞臉書貼文下回應「這次賽前兩度場勘的過程，雖然有秘書長與聯盟同仁、球團教練、棒球專家人士，甚至舉辦測試賽，但經過此次的教訓與經驗，我們覺得還不夠，未來我們也會納入更多第一線的球員來提供我們多不同面向的建議，希望讓球場能越來越好。而球員工會與我長期密切溝通，他們提出的意見都是很有建設性且無任何政治考量，我們都是為了這個棒球環境更好，他們是一群很專業也熱愛棒球的朋友，這樣對他們的指控並不公平。」
最後翁達瑞於臉書上表示 「我這篇文做了澄清，該道歉的部分也道歉了。正值選舉季節，許多事情很難客觀討論，特別是這座球場與三位民進黨縣市長候選人有關。如果你問我這場風波後面有無『政治』，我誠實的回答是『肯定有』。儘管有政治操弄，我仍相信多數人希望台灣的職棒更好，台灣的政治更好。希望受傷的球員早日康復！」
2024年01月21日，行人零死亡聯盟正式成立，翁達瑞於Facebook上發文批評該聯盟是偽公民運動、腐蝕民主根基，認為2023年05月因行人交通事故失去女兒的余志祥對民主進步黨批評是有政治操作目的。

## 外部連結
- 翁達瑞的Facebook專頁